# پاتریشا نیل
پاتسی «پاتریشا» لوئیز نیل (به انگلیسی: Patsy "Patricia" Louise Neal) (زاده ۲۰ ژانویهٔ ۱۹۲۶ - درگذشته ۸ اوت ۲۰۱۰) هنرپیشه اهل ایالات متحده آمریکا بود. وی بین سال‌های ۱۹۴۹ تا ۲۰۰۹ میلادی فعالیت می‌کرد.
از فیلم‌هایی که وی در آن نقش داشته‌است می‌توان به صبحانه در تیفانی، روزی که دنیا از حرکت بازماند و هاد اشاره کرد.
وی همچنین برنده جوایزی همچون جایزه اسکار بهترین بازیگر نقش اول زن شده‌است.

## بخشی از فیلمشناسی
- نقطه فروپاشی (۱۹۵۰)
- سه راز (۱۹۵۰)
- روزی که دنیا از حرکت بازماند (۱۹۵۱)
- چیزی برای پرندگان (۱۹۵۲)
- صبحانه در تیفانی (۱۹۶۱)
- هاد (۱۹۶۳)
- گذرگاه (۱۹۷۹)
- خانه کوچک
- هایدی
- اقبال کلوچه (۱۹۹۸)